# ريبيكا ويلش
ريبيكا ويلش (من مواليد 1 ديسمبر 1983) هي حكم كرة قدم إنجليزية. ولدت في واشنطن، تاين وير، وأصبحت أول امرأة تحكم مباراة في الدوري الإنجليزي لكرة القدم، عندما فعلت ذلك لمباراة في دوري الدرجة الثانية بين هاروغيت تاون وبورت فايل في عام 2021. في ديسمبر 2023، أصبحت ويلش أول امرأة تحكم مباراة في الدوري الإنجليزي الممتاز.